# دلتا مارافسای
دلتا مارافسای یک ستاره است که در صورت فلکی مارافسای قرار دارد.